# Bousval
Bousval (en wallon Bouzvå) est une section de la ville belge de Genappe située en Wallonie dans la province du Brabant wallon.
C'est un village rural comportant de vastes étendues agricoles et possédant un intéressant patrimoine historique.

## Démographie
- Sources:INS, Rem:1831 jusqu'en 1970=recensements, 1976= nombre d'habitants au 31 décembre

## Histoire
L'histoire de Bousval est dominée par la figure du capitaine Thierry Le Jeune, officier wallon de l'armée de l'archiduc Albert d'Autriche qui sauva ce dernier de la mort lors d'une bataille en 1600 contre l'armée hollandaise près de Nieuport.
Thierry Le Jeune fut seigneur de la Baillerie et collateur de l'église Saint-Barthélemy de Bousval. Il édifia la chapelle du Try-au-Chêne en 1608 et commanda la statue de Notre-Dame du Try-au-Chêne qui figurait jadis dans cette chapelle mais se trouve maintenant dans l'église Saint-Barthélemy.
On peut encore admirer la dalle funéraire de Thierry Le Jeune, son épouse et son fils dans l'église Saint-Barthélemy.

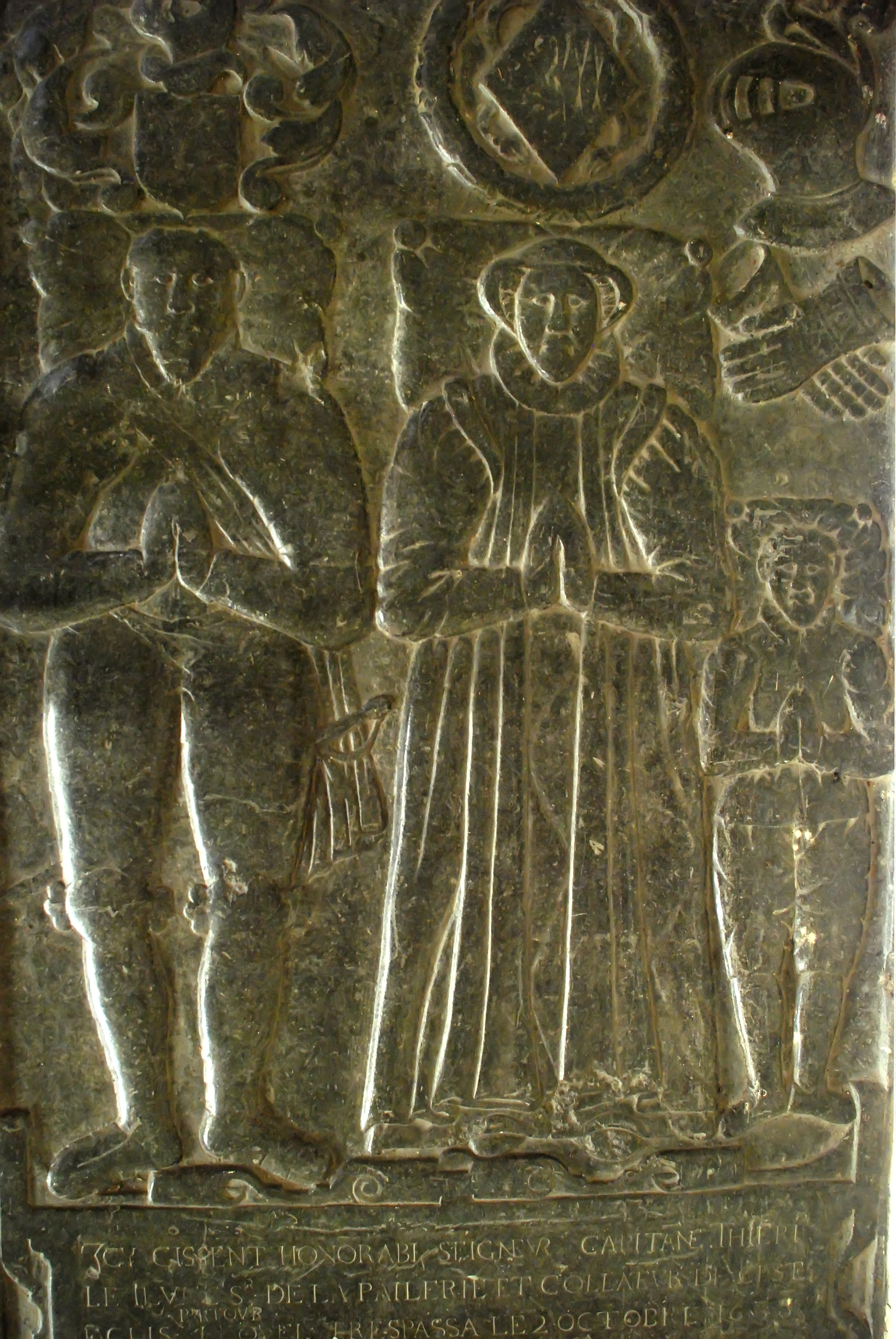
Dalle funéraire de Thierry Le Jeune.

## Patrimoine et culture

### Lieux et monuments

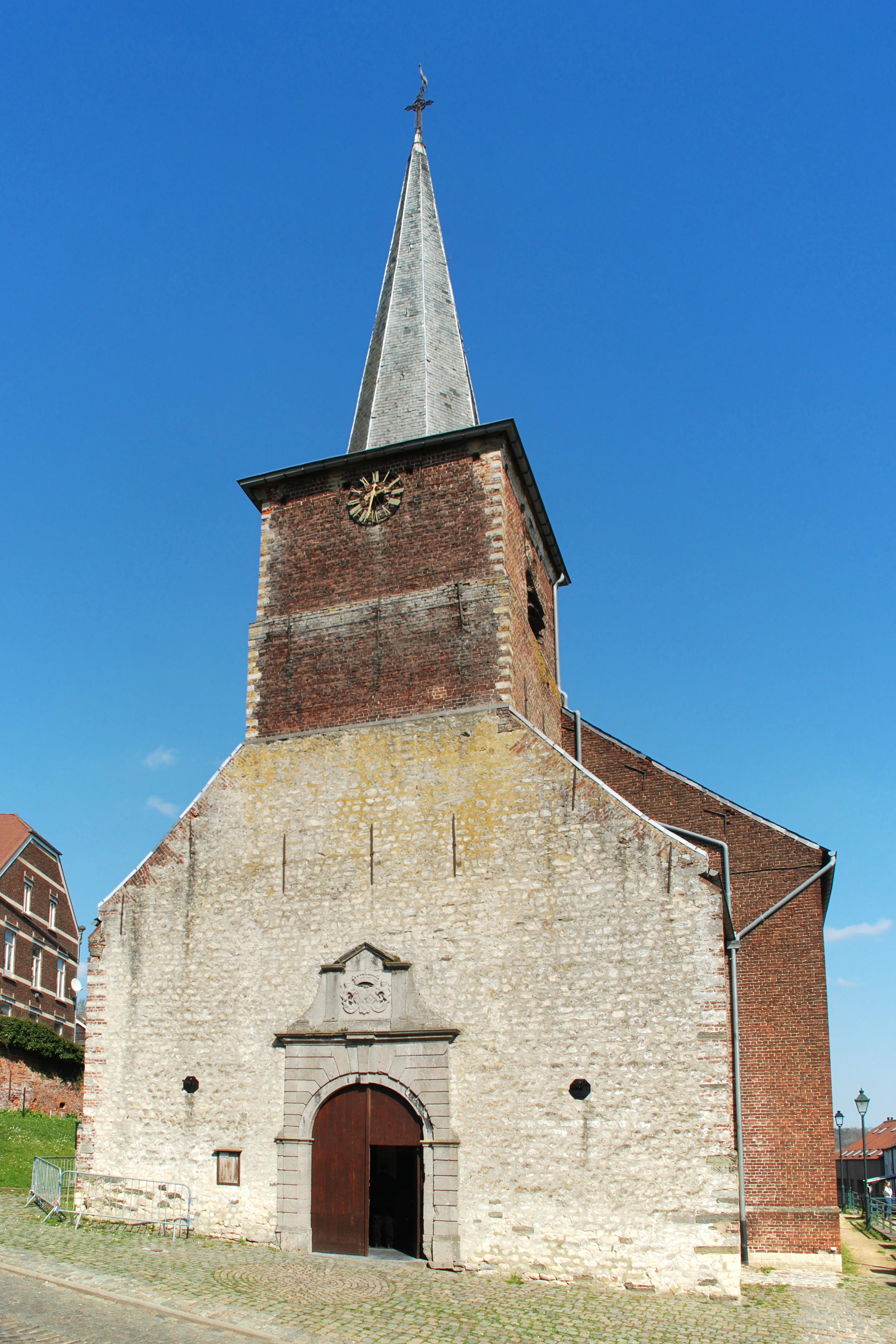
L'église Saint-Barthélemy.

#### Église Saint-Barthélemy
L'église Saint-Barthélemy de Bousval domine la place du village. De son origine romane elle conserve un puissant avant-corps occidental édifié en moellons. Le reste de l'édifice est édifié en briques et date de l'époque classique (clocher de 1761) et néoclassique (nef et chœur de 1857).

#### Chapelle du Try-au-Chêne

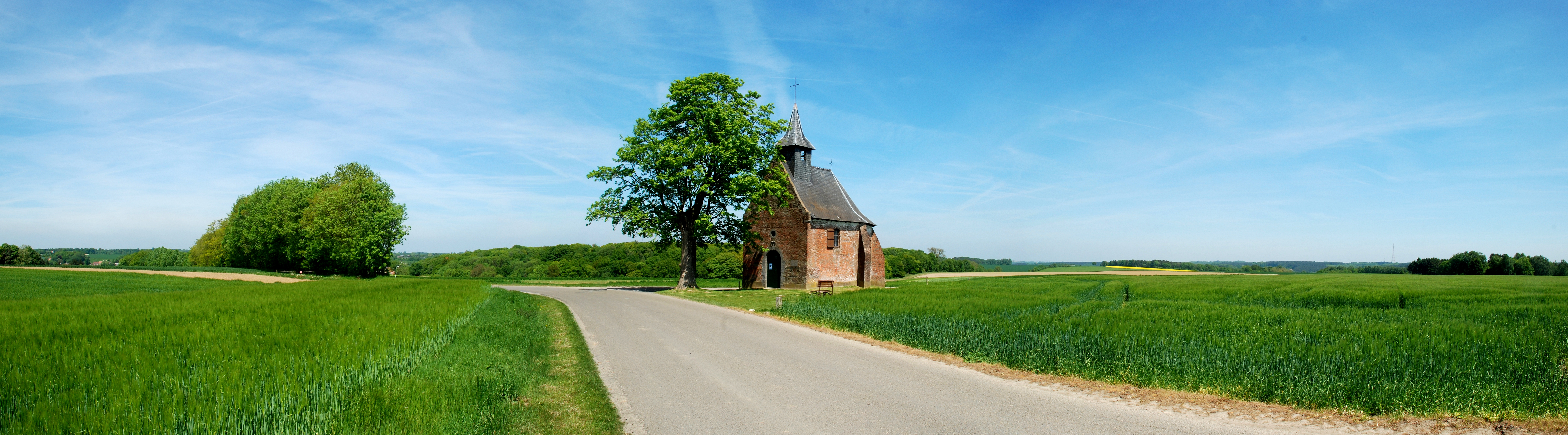
La chapelle du Try-au-Chêne.

La chapelle du Try-au-Chêne érigée en 1608 est un bâtiment classé. Elle est située sur un des plus hauts points géographiques de Bousval. Elle fut érigée en 1608 par le Capitaine Thierry Le Jeune afin de remercier la Vierge de l'avoir protégé de la mort durant la guerre de Quatre-Vingts Ans provoquée par la révolte des Pays-Bas septentrionaux contre le royaume d'Espagne.

#### Chapelle Sainte-Anne de Noirhat
Cette chapelle a été érigée par Auguste Debroux, industriel local, qui la céda à l'évêché en 1938.

#### Bornes potales

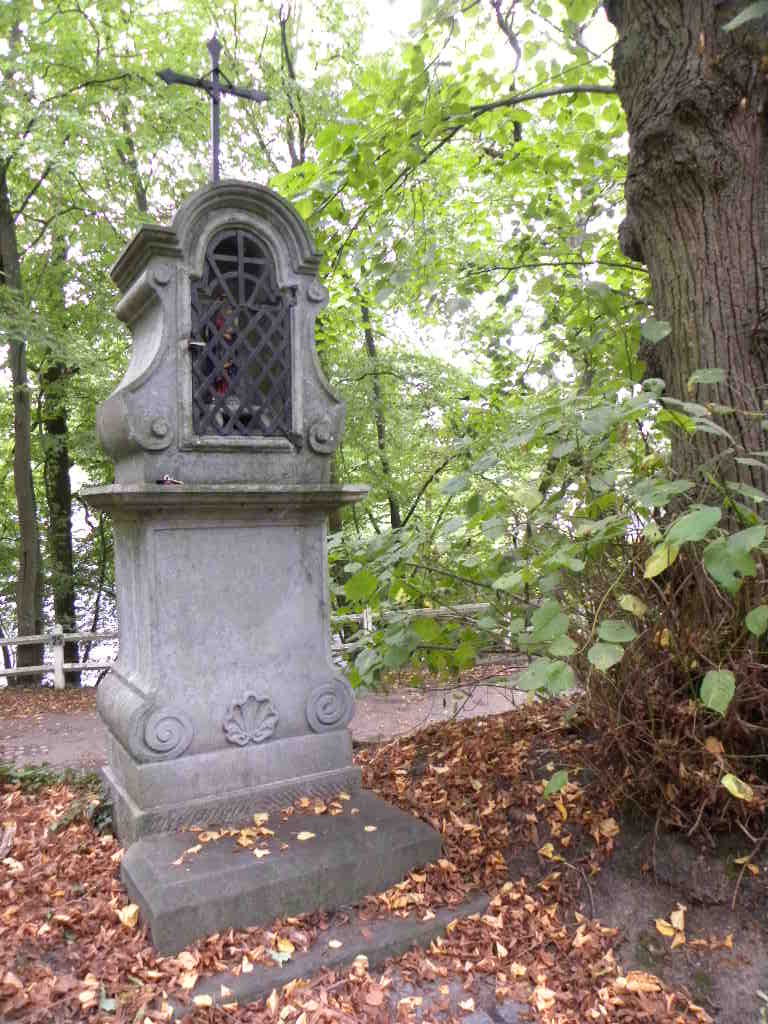
Saint Sauveur (Noirhat).

- Borne potale Saint-Sauveur à Noirhat.
- Borne potale Notre-Dame de la Motte.

#### Châteaux

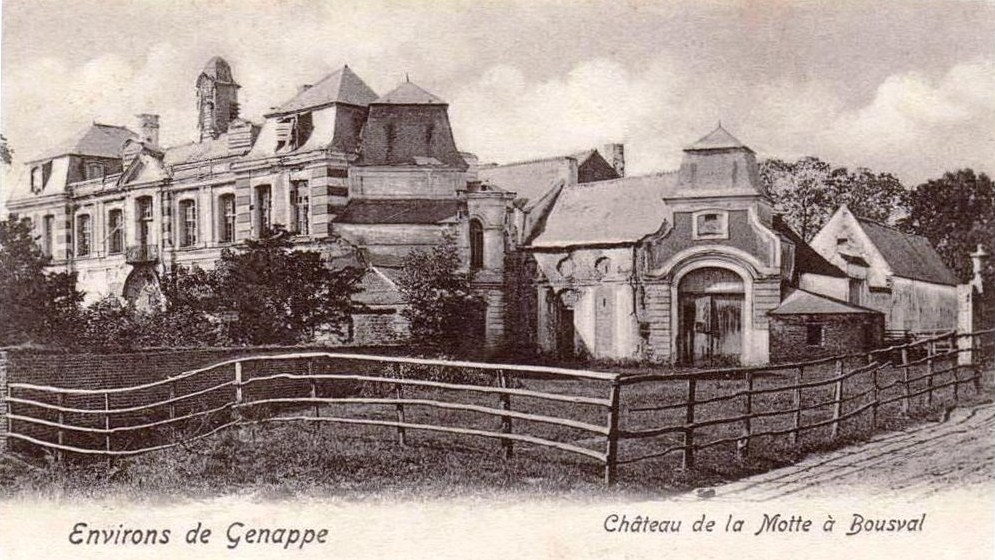
Château de la Motte au début du XXe siècle.

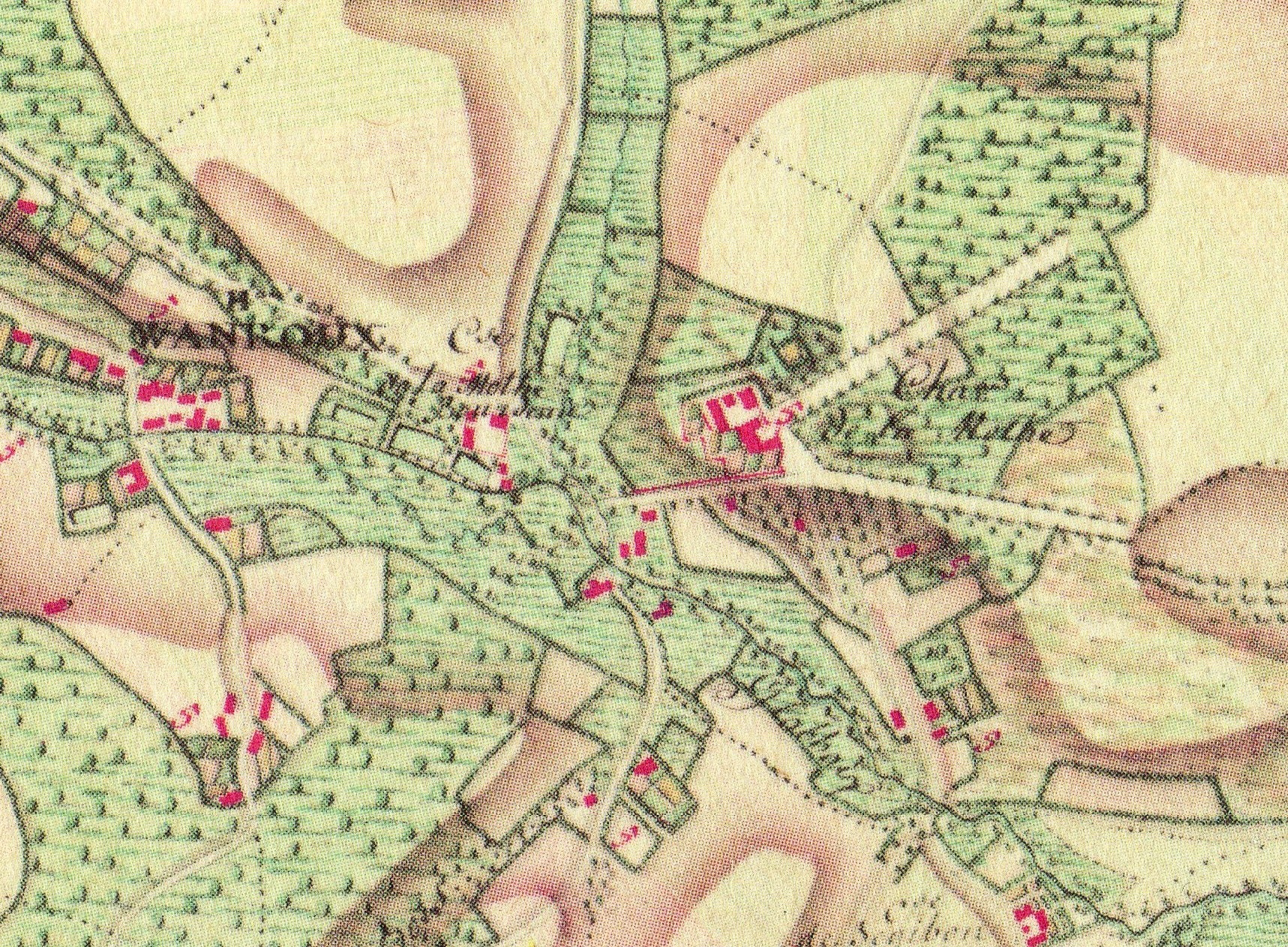
Le château de la Mothe et sa drève sur la Carte Ferraris (vers 1775).

Bousval conserve plusieurs châteaux et ruines :
- le château de Bousval avec sa tour de guet du XVIe siècle
- le château de Pallandt
- la ruine du château de la Motte à Noirhat
- le château De Broux dit "la Kallah"
- le château Breur
- le château de Thy
- le château Delhaize
- le château des Sources
- le château des Forges
- le château de La Closière
- le château de Wez Ruart
- et beaucoup de fermes : la Baillerie, Agnissart, Saint-Martin, la Motte, Baillien, Carpentier, Noirhat ou Bégipont, Fauconnier, Alfère, la Distillerie, Goreux, Wanroux, Saint-Donat, Laloux, Mahaux, Saint-Jérôme, Theys, Van Roy, Van Waleghem.

#### Cimetière
Le cimetière de Bousval comporte une section pour les sépultures d'Anciens Combattants.
On y trouve aussi au moins une sépulture d'anciens Bourgmestres. De nombreux membres de la famille Debroux sont inhumés au cimetière de Court-Saint-Etienne.

Sépultures choisies
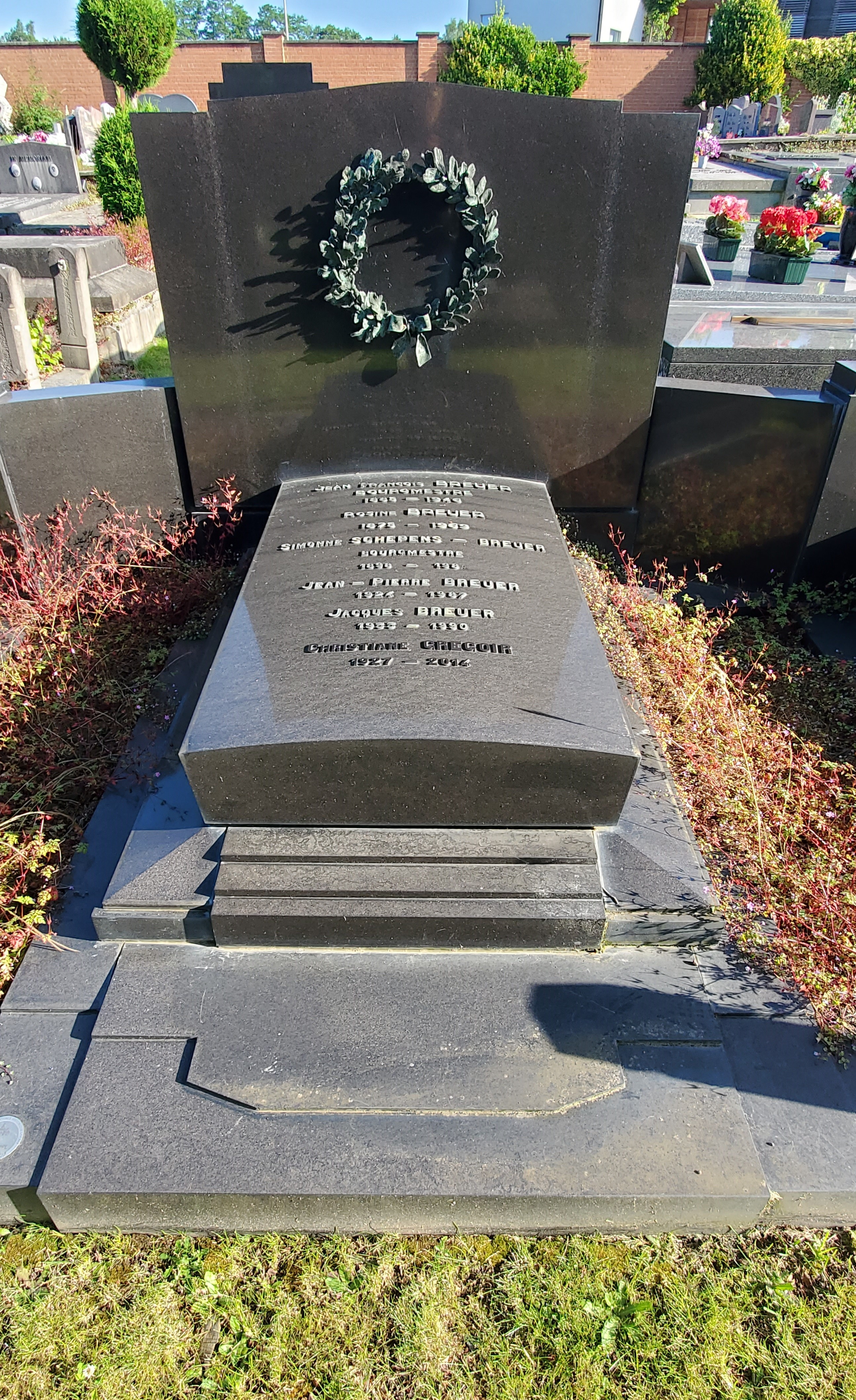
J-F BREUR et S. SCHEPENS bourgmestres de Bousval.
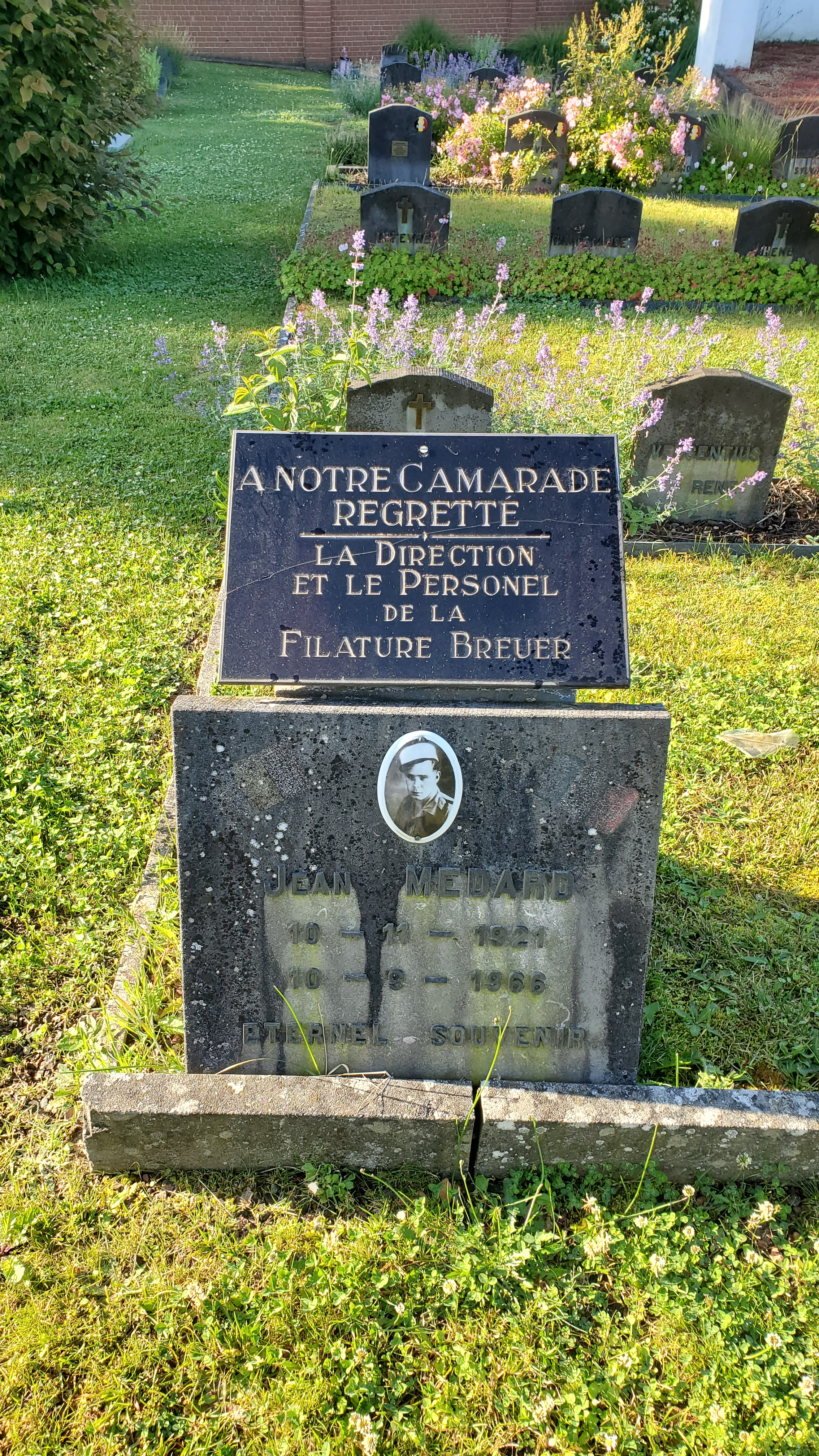
Jean MEDARD (1921-1966) ancien combattant et personnel de la filature Breur.

### Culture

#### Folklore

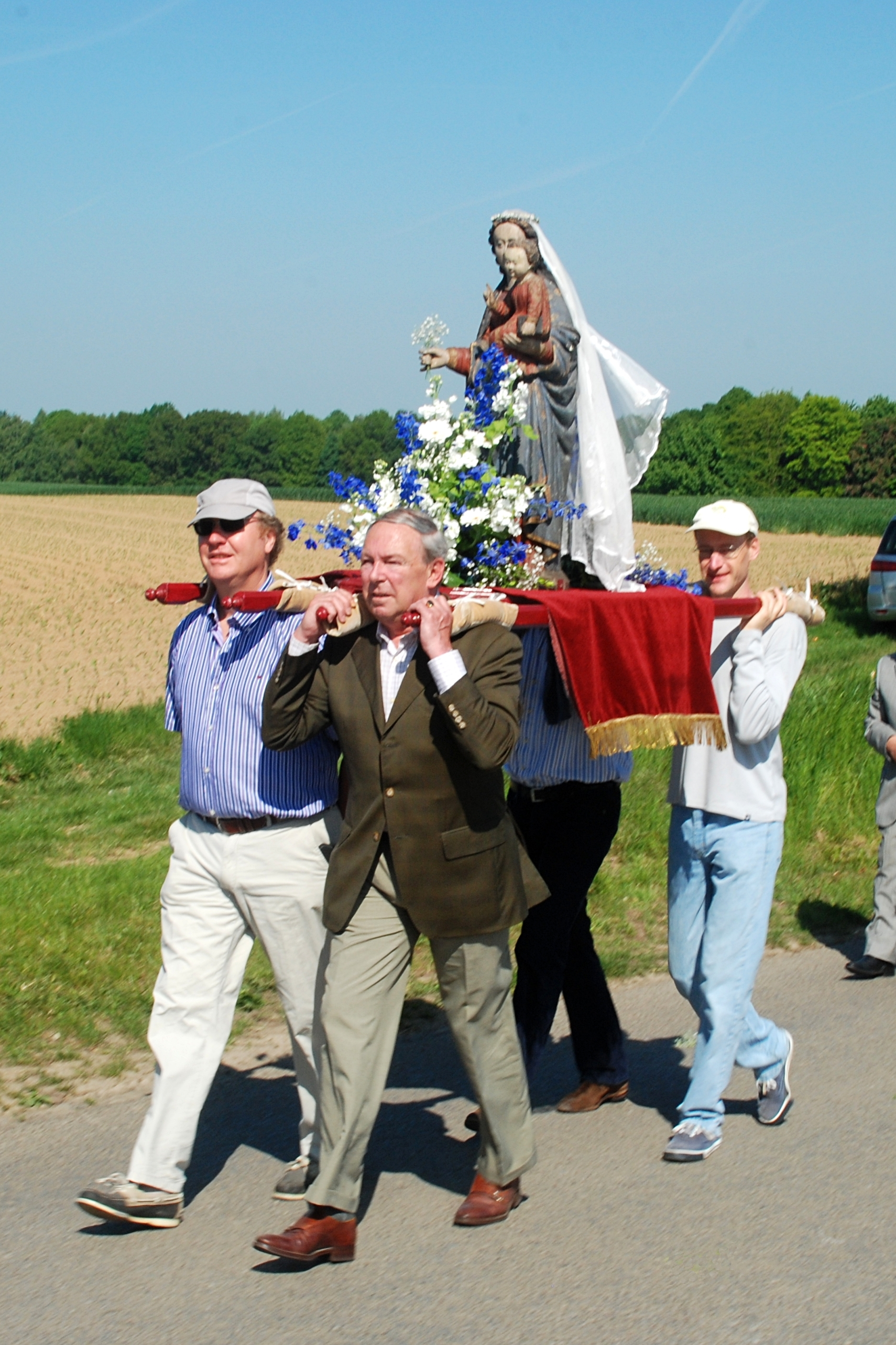
La procession de Notre-Dame du Try-au-Chêne.

##### Le Tour de Saint Barthélemy
Le Tour de Saint Barthélemy est une procession religieuse qui remonte au moins à 1696. Il a lieu le dernier dimanche du mois d'août. La statue du Saint est placée sur un ancien char en bois tiré par des chevaux de trait. Il part de l'église après la messe du matin pour un tour du village. À son retour à l'église a lieu la bénédiction des chevaux et des cavaliers. Il existe à Bousval une source du nom de Saint Barthélemy, qui d'après d'anciennes croyances soigne les blessures des chevaux. Saint Barthélemy est le patron des bouchers et des tanneurs ; certains disent qu'il est le patron des agriculteurs.

##### La procession de Notre-Dame du Try-au-Chêne
La statue en chêne polychrome de Notre-Dame du Try-au-Chêne qui ornait autrefois l'autel de la chapelle du Try-au-Chêne et qui est aujourd'hui conservée dans le chœur de l'église Saint-Barthélemy de Bousval regagne chaque année sa chapelle lors d'un pèlerinage annuel le lundi de Pentecôte.

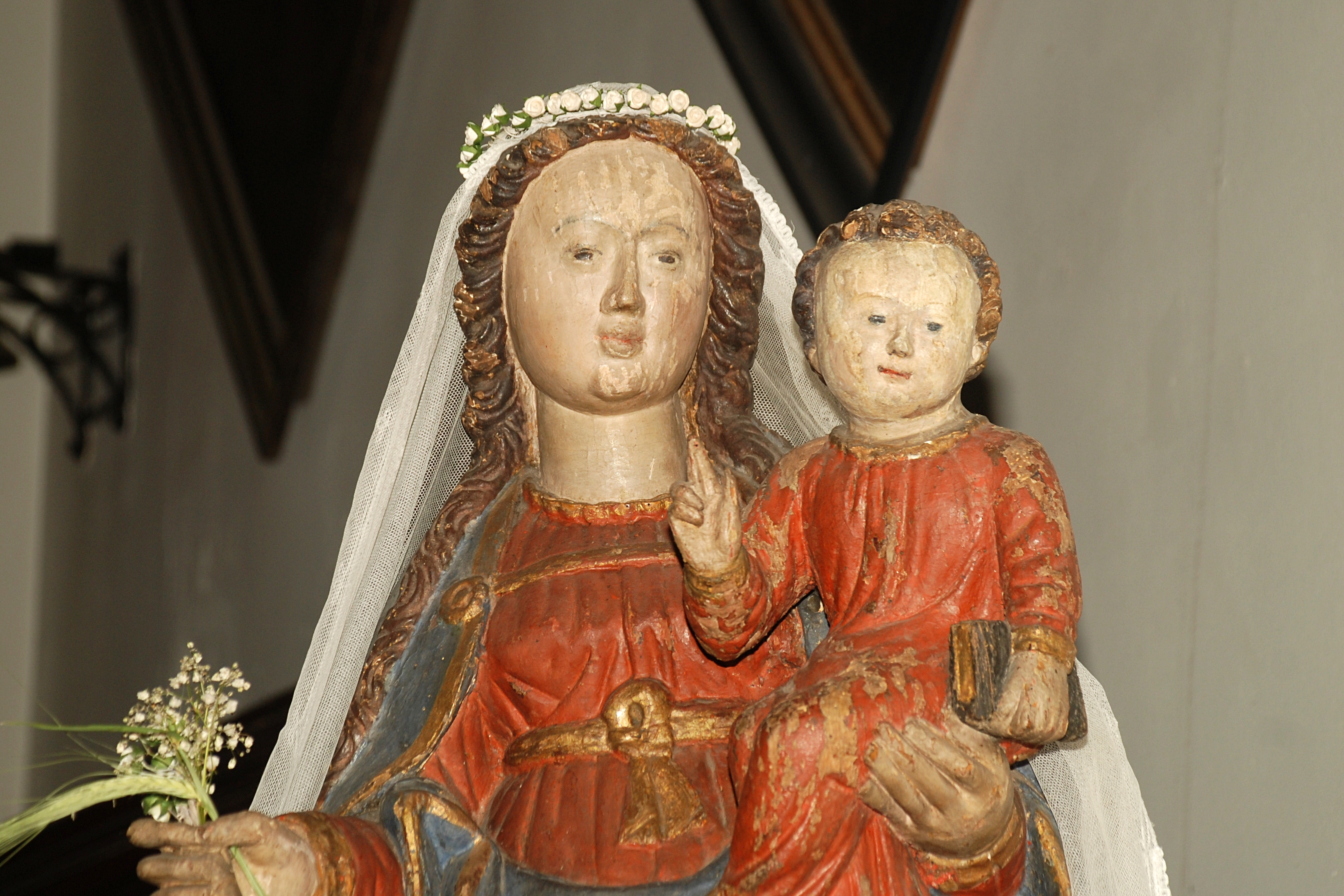
Notre-Dame du Try-au-Chêne.

## Sports et vie associative

### Sports

#### Le cross de Bousval
Le cross de Bousval est une épreuve de course à pied qui réunit annuellement plusieurs centaines de coureurs. Son parcours vallonné d'environ 14 km à travers la campagne le rend d'autant plus éprouvant.

#### Le Pré-RAVeL
Un parcours Pré-RAVeL inauguré en juin 2008, établi sur l'assiette désaffectée de la voie ferrée 141 Court-Saint-Étienne - Manage, permet de circuler à vélo ou à pied de Nivelles à Court-Saint-Étienne. Il passe juste derrière la place de la gare.

#### La salle omnisports
Bousval possède une salle omnisports qui occupe l'emplacement de l'ancienne gare du village et porte le nom du dernier bourgmestre de Bousval avant la fusion des communes, Georges Gossiaux.

#### La balle pelote
Sur cette même place se jouent des rencontres de balle pelote.
L'équipe de balle pelote de Bousval a évolué en première division nationale.

## Personnalités liées

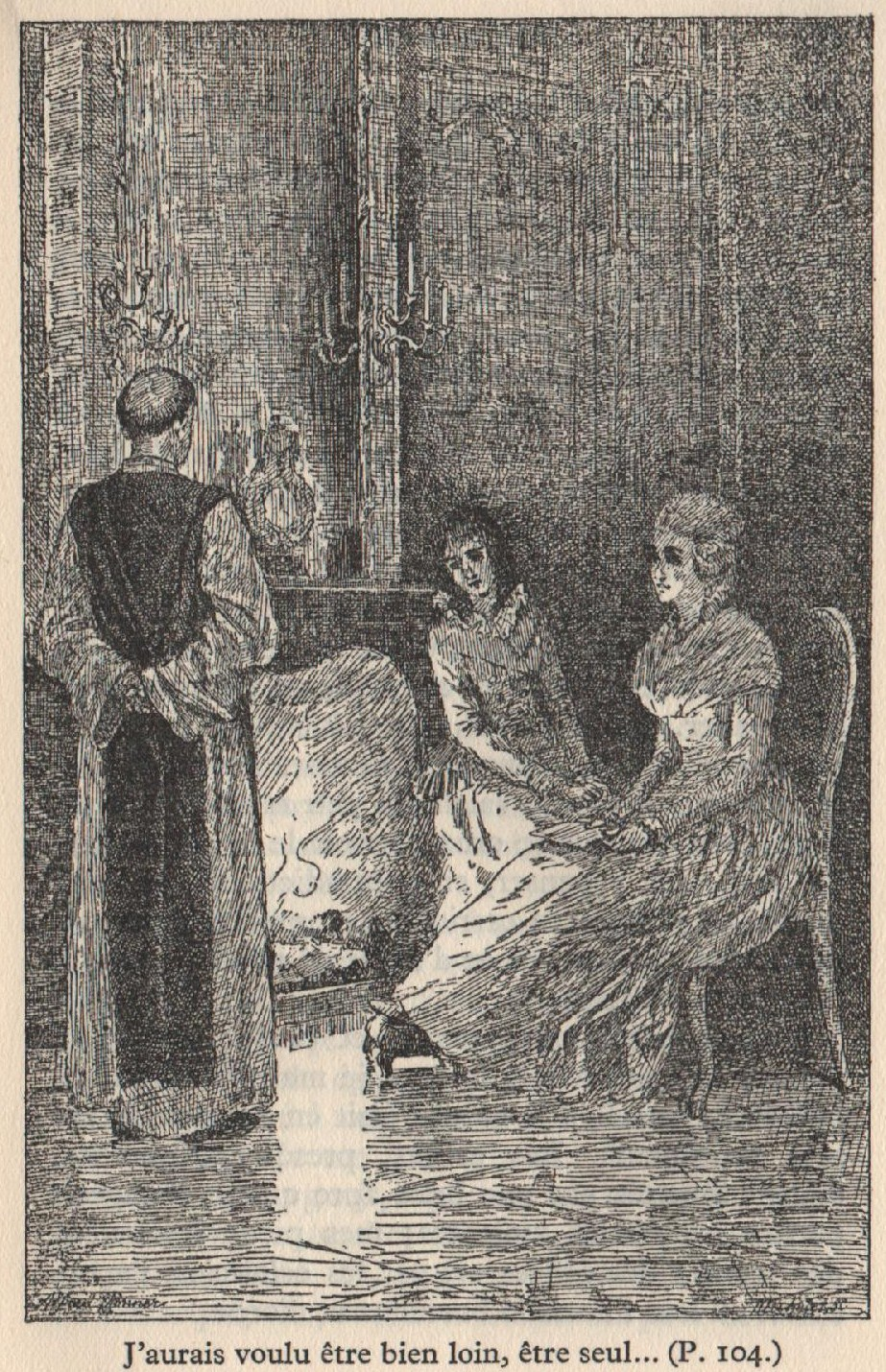
Illustration du Dom Placide dont l'intrigue se partage entre le château de La Motte à Noirhat et Villers.

- Eugène Van Bemmel (1824-1880), historien, auteur[5] de Dom Placide, mémoire du dernier moine de Villers-la-Ville[6] ;
- Hergé (qui a donné son nom à la rue Hergé) (1907-1983) ;
- Jacques Martin (1921-2010) ;
- Philippe Geluck (1954- ) ;
- Céline Dion, chanteuse canadienne qui a séjourné à Bousval dans le quartier de la Motte lorsqu'elle préparait son spectacle A New Day (Las Vegas, 2003) à La Louvière avec Franco Dragone ;
- Odon Godart (1913-1996), mathématicien, astronome et météorologue, qui a vécu et est décédé à Bousval.
- Emmanuel d'Hooghvorst (1914-1999), philosophe et alchimiste, auteur du Fil de Pénélope, est né et a grandi à Bousval.
- Thomas Hertog (1975- ), physicien, cosmologiste, collaborateur de Stephen Hawking[7].